# Iltő
Iltő, románul: Ilteu település Romániában, a Partiumban, Arad megyében.

## Fekvése
Soborsintól keletre, a Maros jobb partja közelében fekvő település.

## Nevének eredete
Nevét az Iltyó nevű patakról vette, mely románul Ilteu, ami magyarul mocsaras tavat jelent.

## Története
Iltő, Iltőtó nevét 1337-ben pisc. Ilteuthow vocata super v. Pesthus néven említette először oklevél. 1743-ban Iltyio, 1808-ban Iltyó alias Ilgyó h., 1888-ban Iltyó, 1913-ban Iltő néven írták.
Román lakosságú falu, mely egykor a báró La Presti család uradalmához tartozott. Lakói egykor földműveléssel és hajókészítéssel foglalkoztak. A község régi pecsétjén egy zászlós hajó és egy csáklyás ember volt látható. A hagyományok szerint a település régen közel a Maroshoz egy Perczok nevű helyen feküdt és ez is volt a neve, de a Maros áradásai miatt lakói feljebb költöztek. Határában a Coşta Ogurului nevű helyen 1812-ben rézbányát nyitottak, de később a bányászatát abbahagyták. 1784-ben a felkelő román parasztok hamuvá égették az uraság minden épületét és gazdaságát, majd innen Tokra vonultak, ahol szintén dúltak. 1809-ben kilenc román haramia kirabolta az akkori birtokosnőt: Vojd Antóniát, nagyon megkínozták, és magukkal hurcolták a Marosig.
Birtokosai voltak a Vojd család, Herceg Lichtenstein Alajos, valamint La Presti is. La Prestiről az a hagyomány maradt fenn, hogy itt levő kastélya pincéiben vadállatokat tartott; hálószobájából süllyesztőn éjjelenként lejárt hozzájuk fáklyafény mellett. Ugyanő fatalpú hegyi-vasútat épített.
1910-ben 828 lakosából 759 román, 44 magyar, 13 német volt. Ebből 770 görögkeleti ortodox, 44 római katolikus volt.
A trianoni békeszerződés előtt Arad vármegye Máriaradnai járásához tartozott.